# 1-я дивизия береговой обороны (Финляндия)
1-я дивизия береговой обороны (фин. 1. rannikkodivisioona) — формирование ВМС Финляндии, участвовавшее в советско-финской «войне-продолжении».

## История
Образована 13 июля 1944 года по распоряжению штаба ВМС. Начала свою деятельность с 15 июля. Оперативно подчинялась 5-му корпусу. Базировалась у Сяккиярви (ныне Кондратьево) в Восточной Финляндии, на побережье Финского залива и помогала 122-й пехотной дивизии вермахта.

### Состав
Дивизия включала в свой состав:
- Штаб дивизии
- 1-й пехотный полк береговой обороны
- 22-й полк береговой артиллерии
- 4-й полк береговой артиллерии
- 4-й полк зенитной береговой артиллерии
- 1-й полк связистов береговой обороны

Расформирована 27 ноября 1944 года.